# Joe Marston Medal
Joe Marston Medal – nagroda przyznawana dla najlepszego gracza w meczu finałowym (tzw. Grand Final) w rozgrywkach A-League, wcześniej w National Soccer League. Nagroda przyznawana jest od sezonu 1989/1990. Nazwa nagrody pochodzi od imienia i nazwiska reprezentanta Australii Joe Marstona.

## Zwycięzcy

### National Soccer League
| Sezon     | Zawodnik           | Klub               |
| --------- | ------------------ | ------------------ |
| 1989/1990 | Abbasa Saad        | Sydney Olympic     |
| 1990/1991 | Josip Biskic       | Melbourne Knights  |
| 1991/1992 | Alex Tobin         | Adelaide City      |
| 1992/1993 | Milan Ivanovic     | Adelaide City      |
| 1993/1994 | Alex Tobin         | Adelaide City      |
| 1994/1995 | Steve Horvat       | Melbourne Knights  |
| 1995/1996 | Andrew Marth       | Melbourne Knights  |
| 1996/1997 | Alan Hunter        | Brisbane Strikers  |
| 1997/1998 | Fausto De Amicis   | South Melbourne FC |
| 1998/1999 | Goran Lozanovski   | South Melbourne FC |
| 1999/2000 | Scott Chipperfield | Wollongong Wolves  |
| 2000/2001 | Matthew Horsley    | Wollongong Wolves  |
| 2001/2002 | Ante Milicic       | Sydney Olympic     |
| 2002/2003 | Simon Colosimo     | Perth Glory        |
| 2003/2004 | Ahmad Elrich       | Parramatta Power   |

### A-League
| Sezon     | Zawodnik            | Klub                        |
| --------- | ------------------- | --------------------------- |
| 2005/2006 | Dwight Yorke        | Sydney FC                   |
| 2006/2007 | Archie Thompson     | Melbourne Victory           |
| 2007/2008 | Andrew Durante      | Newcastle Jets              |
| 2008/2009 | Tom Pondeljak       | Melbourne Victory           |
| 2009/2010 | Simon Colosimo      | Sydney FC                   |
| 2010/2011 | Mathew Ryan         | Central Coast Mariners      |
| 2011/2012 | Jacob Burns         | Perth Glory FC              |
| 2012/2013 | Daniel McBreen      | Central Coast Mariners      |
| 2013/2014 | Thomas Broich       | Brisbane Roar               |
| 2013/2014 | Iacopo La Rocca     | Western Sydney Wanderers FC |
| 2014/2015 | Mark Milligan       | Melbourne Victory FC        |
| 2015/2016 | Isaías Sánchez      | Adelaide United             |
| 2016/2017 | Daniel Georgievski  | Melbourne Victory FC        |
| 2017/2018 | Lawrence Thomas     | Melbourne Victory FC        |
| 2018/2019 | Miloš Ninković      | Sydney FC                   |
| 2019/2020 | Rhyan Grant         | Sydney FC                   |
| 2020/2021 | Nathaniel Atkinson  | Melbourne Victory FC        |
| 2021/2022 | Aleksandar Prijović | Western United FC           |